# Dorfkirche Wengern

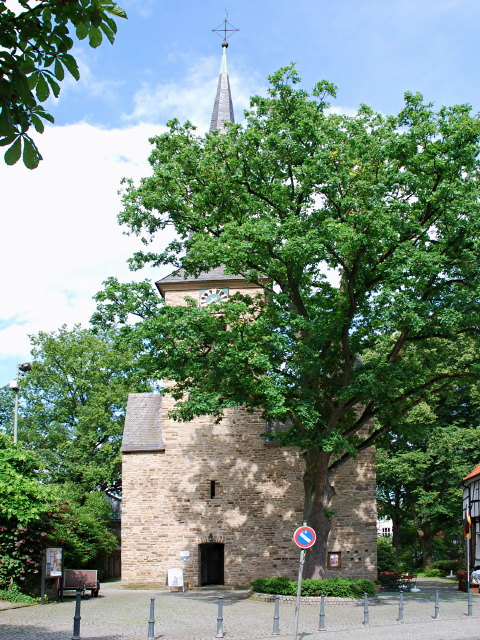
Dorfkirche Wengern, Turmseite

Die Dorfkirche Wengern ist ein denkmalgeschütztes Kirchengebäude im Ortskern von Wengern, einem Stadtteil von Wetter (Ruhr) in Nordrhein-Westfalen. Sie liegt nur wenige Meter oberhalb des Baches im Tal der Elbsche im Bereich der Einmündungen von Opfersiepen und Schmalenbecke, zweier kleinerer Bäche. Zu den benachbarten Gebäuden gehören der Leimkasten und das Mühlchen (Henriette-Davidis-Museum).
Die mehrfach umgebaute und erweiterte Kirche geht auf mittelalterliche Ursprünge zurück. Der heutige Bau ist geprägt vom steinsichtigen Ruhrsandstein-Mauerwerk und ist seit 1985 Teil der Baudenkmalliste von Wetter.
Genutzt wird die Dorfkirche von der Evangelischen Kirchengemeinde Wengern, die dem Kirchenkreis Hattingen-Witten der Evangelischen Kirche von Westfalen angehört.

## Geschichte

### Ursprünge
Erstmals urkundlich erwähnt wurde die Wengeraner Kirche Mitte des 13. Jahrhunderts in einem Brief von 1246, nach dessen Inhalt sie damals St. Liborius geweiht war. Außerdem geht aus der Chronik der Kirchengemeinde Boele indirekt hervor, dass die Kirche in Wengern schon Ende des 11. Jahrhunderts durch den Kölner Erzbischof Segevinus zur Pfarrkirche erhoben wurde. Anzunehmen ist daher, dass bereits vor diesen Erwähnungen, also im 11. Jahrhundert, zumindest eine kleine Steinkirche bestand, die wahrscheinlich noch eine einfache Holzkapelle als Vorläufer hatte.
Seitens der heutigen Kirchengemeinde wird vermutet, dass der Ursprung der Dorfkirche in der Zeit der Sachsenkriege Karls des Großen um 800 anzusiedeln ist. Begründet wird dies einerseits mit der regionalen Christianisierungsgeschichte (u. a. in Analogie zur nahen Syburger Kirche an der Hohensyburg) und mit der Benennung nach Liborius (Libori-Reliquien wurden 836 in den Paderborner Dom verbracht) sowie andererseits mit dem alten Flurnamen Opfersiepen (vgl. Opfer und Siepen). In diesem tief eingeschnittenen Bachtal hätte sich demnach, nur wenige hundert Meter vom heutigen Kirchplatz entfernt, eine heidnische Kultstätte der Sachsen befunden, deren „heilige Bedeutung“ im Zuge der Germanenmission auf den ersten Kirchenbau übertragen wurde. – Baugeschichtliche oder archäologische Befunde, die diese Annahmen zur frühen Entstehungszeit für Wengern untermauern könnten, sind jedoch nicht bekannt.

### Weitere Entwicklung

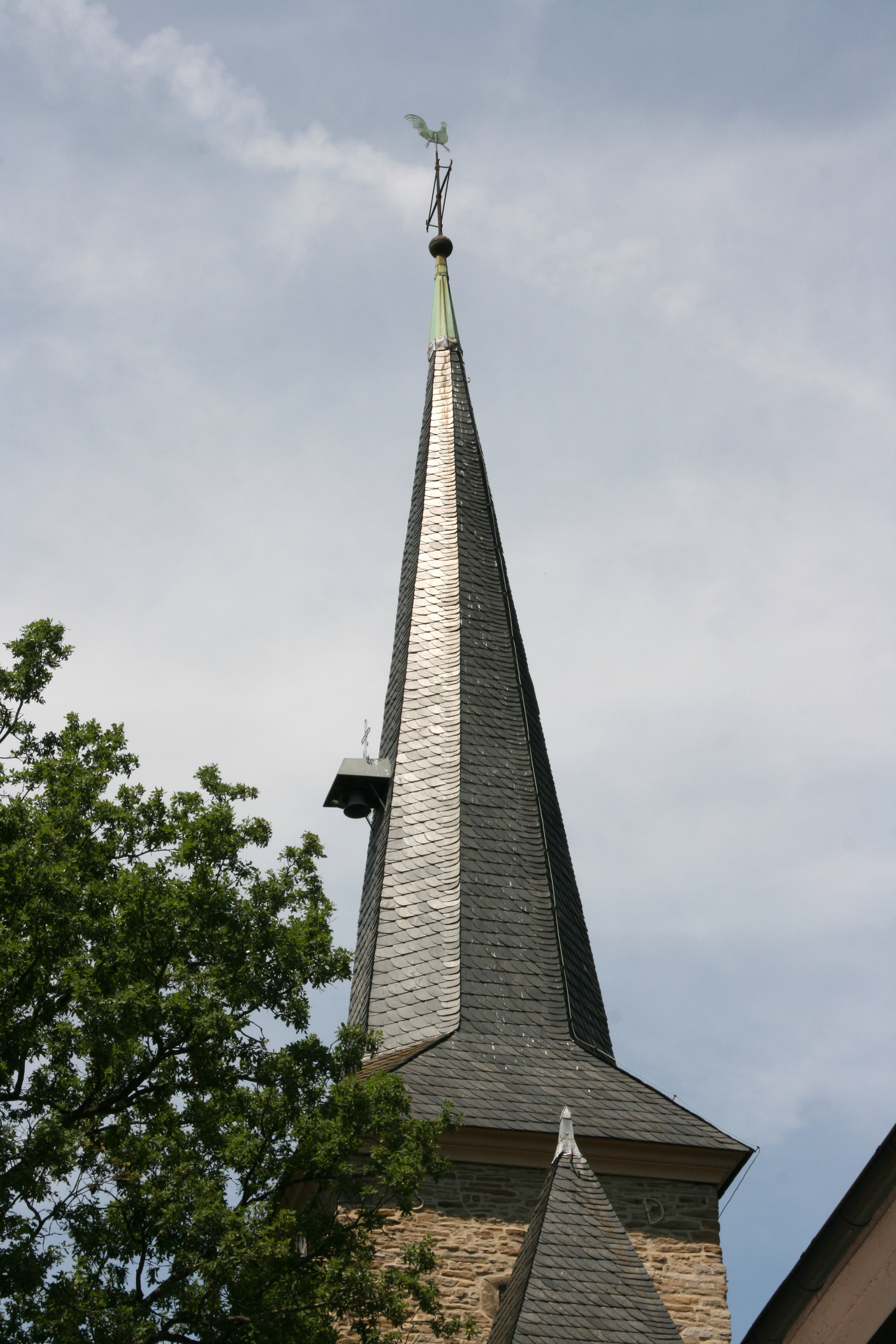
Kirchturm mit Hahn und Außenglocke

1264 wurde der zuvor romanisch geprägte schlichte Saalkirchenbau im Sinne der Gotik erweitert.
1543 trat die Kirchengemeinde fast geschlossen der Reformation Martin Luthers bei. Der alte Name Liboriuskirche für die seither evangelische Kirche hielt sich noch bis ins späte 18. Jahrhundert; er taucht 1792 das letzte Mal in den Kirchenbüchern auf und ging auf die katholische „Schwestergemeinde“ in Wengern und später auch auf deren 1915 eingeweihte Kirche über.
1636 kam es zu einem Pestausbruch in Wengern. Die der Kirchengemeinde angehörige Bevölkerung aus dem Nachbarort Bommern befürchtete sich anzustecken und blieb den Gottesdiensten fern. Um weiterhin alle Gemeindemitglieder zu erreichen, hielt der damals 91-jährige Pfarrer Johannes Fabricius Gottesdienste unter freiem Himmel ab.
Als Ort für den Pestgottesdienst wählte er einen Platz an der Deipenbecke, einem Bach auf halber Wegstrecke zwischen Wengern und Bommern. Zur Erinnerung an diesen Einsatz wurde dort 1843 ein Gedenkstein errichtet, der allerdings später im Auenboden versank. Erst 1921 wurde der Fabricius-Stein wieder ausgegraben, mit einem festen Sockel versehen und 1936 um zwei Gedenktafeln ergänzt. Seit 1924 feiern die mittlerweile getrennten evangelischen Kirchengemeinden Wengern und Bommern an dieser Stelle jährlich einen gemeinsamen Fabricius-Gottesdienst.
Die bis heute erhaltene Inschrift 18. Oktober 1678 über der Turmtür verweist auf die Errichtung des unteren Teils des Kirchturms im Jahr 1678.
1740 wurde erstmals eine Turmuhr eingebaut. Drei Jahre später, 1743, erhielt der Turm eine schiefergedeckte Spitze als Helm.
1891 wurde das Gebäude gründlich umgebaut und vergrößert. Es erhielt u. a. einen zweiten kleinen Turm und zwei Querschiffe, die allerdings nicht symmetrisch sind, wodurch nur eine unvollständige Basilikaform erreicht wurde.

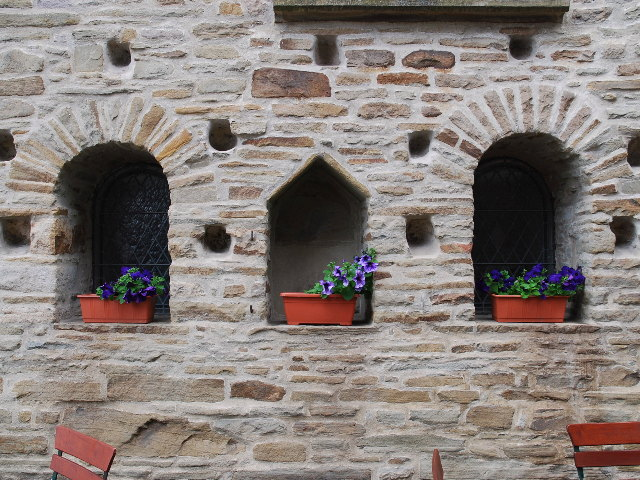
Schädelnischen in der Südwand

1936/37 erfolgten verschiedene Umbauten und optische Veränderungen, u. a. wurde 1936 im Mittelschiff eine bemalte Holzkassettendecke eingesetzt. Bei Ausbesserungsarbeiten am südlichen und westlichen Außenmauerwerk wurden 1937 mehrere Schädelnischen mit Resten eingemauerter Totenschädel (Kalotten) entdeckt. Die Nischen wurden anschließend offen gelassen, neu verputzt und sind bis heute gut sichtbar. Da die Schädelreste im Laufe des Zweiten Weltkriegs verloren gingen, ist keine Datierung mehr möglich. Auch vom Mörtel, der die Nischen bis zu ihrer Entdeckung ausfüllte, ist nichts mehr erhalten. Hinzu kommt, dass es in Westfalen keine vergleichbaren Funde gibt. Das Alter und die konkrete Bedeutung der Nischen müssen daher unklar bleiben. Die historisch plausibelsten Mutmaßungen gehen in Richtung einer besonderen Art des Memento mori.
1959 folgten weitere Änderungen im Kircheninneren.
1972 wurde ein altes Uhrwerk einer Turmuhr aus dem Rathaus Wetter in den Kirchturm eingebaut.
Zuletzt wurde das Bauwerk 1994/95 umfangreich saniert.

### Historische Ausstattung
Die erhaltene Ausstattung der Dorfkirche lässt sich verschiedenen Entstehungsperioden und Stilen zuordnen. Als bemerkenswerte Elemente sind zu nennen:
- ein romanischer Taufstein (~vor 1250),
- einige Reste spätmittelalterlicher Wandbemalungen,
- mehrere alte Grabsteine (~16. Jahrhundert), die wahrscheinlich vom ehemaligen Friedhof der Kirche stammen,
- ein vom Stil her romanisches Triumphkreuz über dem Altar, vermutlich im 15. oder 16. Jahrhundert nach einem älteren Vorbild gefertigt,
- ein hölzernes Lesepult (Ambo) mit symbolischer Pelikanfigur, 1688 geschaffen von Hildebrand Rebein,
- ein barocker Taufstein von 1689, geschaffen vom Baumeister Hagedorn,
- ein geschnitzter barocker Altar von 1714,
- eine barocke Kanzel von 1746,
- vier Glocken: „Kleiner Anton“ (1521 gegossen, e"), „Kyrie“ und „Gloria“ (d" und h′, beide 1952 von Rincker gegossen) und die „Kinderglocke“ (1826 von Rincker gegossen, in der nahen Sandberger Schule als Schulglocke genutzt, 1952 in den Kirchturm übergesiedelt),
- ein Orgelprospekt von 1892, dahinter eine Steinmann-Orgel von 1975 im Gehäuse einer alten Sauer-Orgel,
- eine floral verzierte Holzkassettendecke von 1936,
- zwei hölzerne Statuen unbekannten Alters, die 1976 auf dem Dachboden des Pfarrhauses wiederentdeckt wurden (eine Petrus- und eine Christus-Pantokrator-Figur).

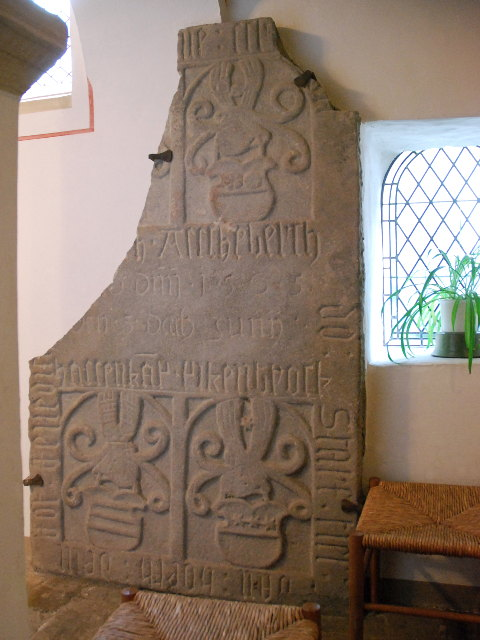
Grabplatte von 1565
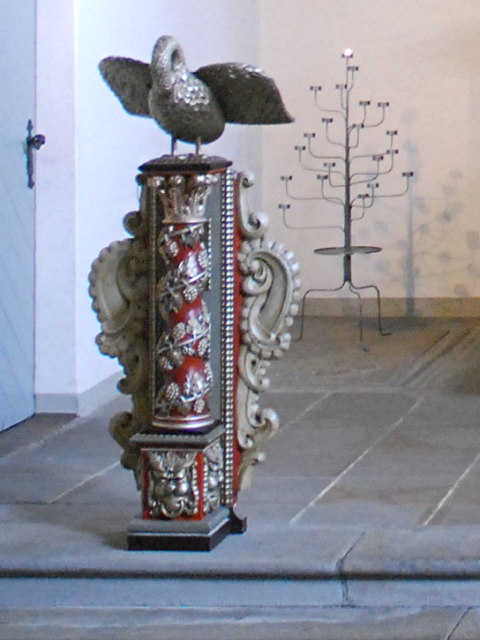
Lesepult von 1688
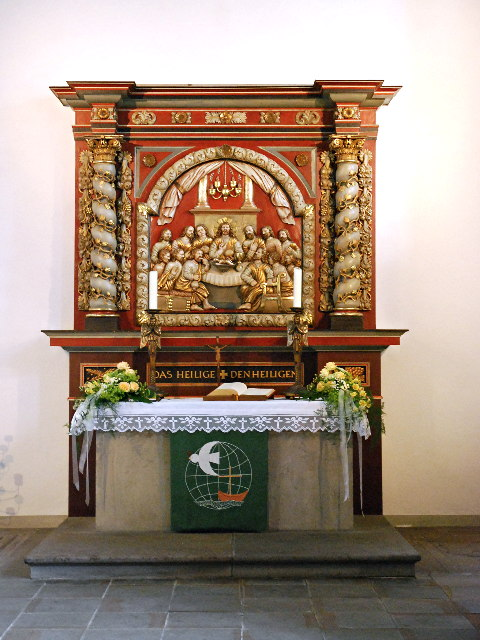
Altar von 1714
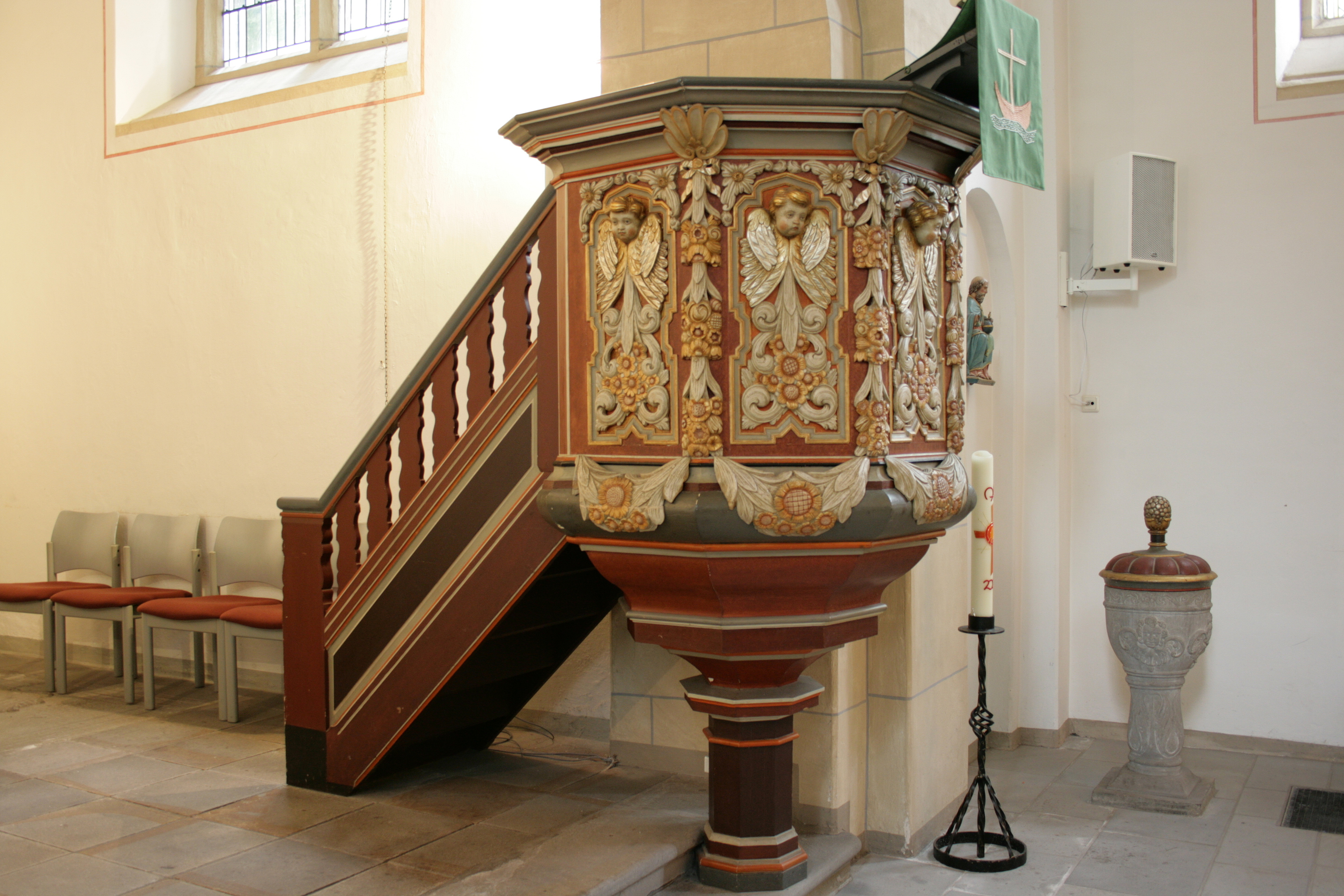
Kanzel von 1746
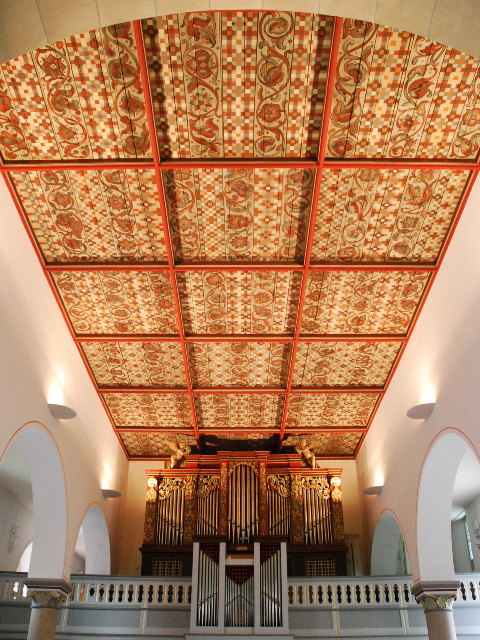
Orgelprospekt von 1892 und Kassettendecke von 1936

## Gemeinde

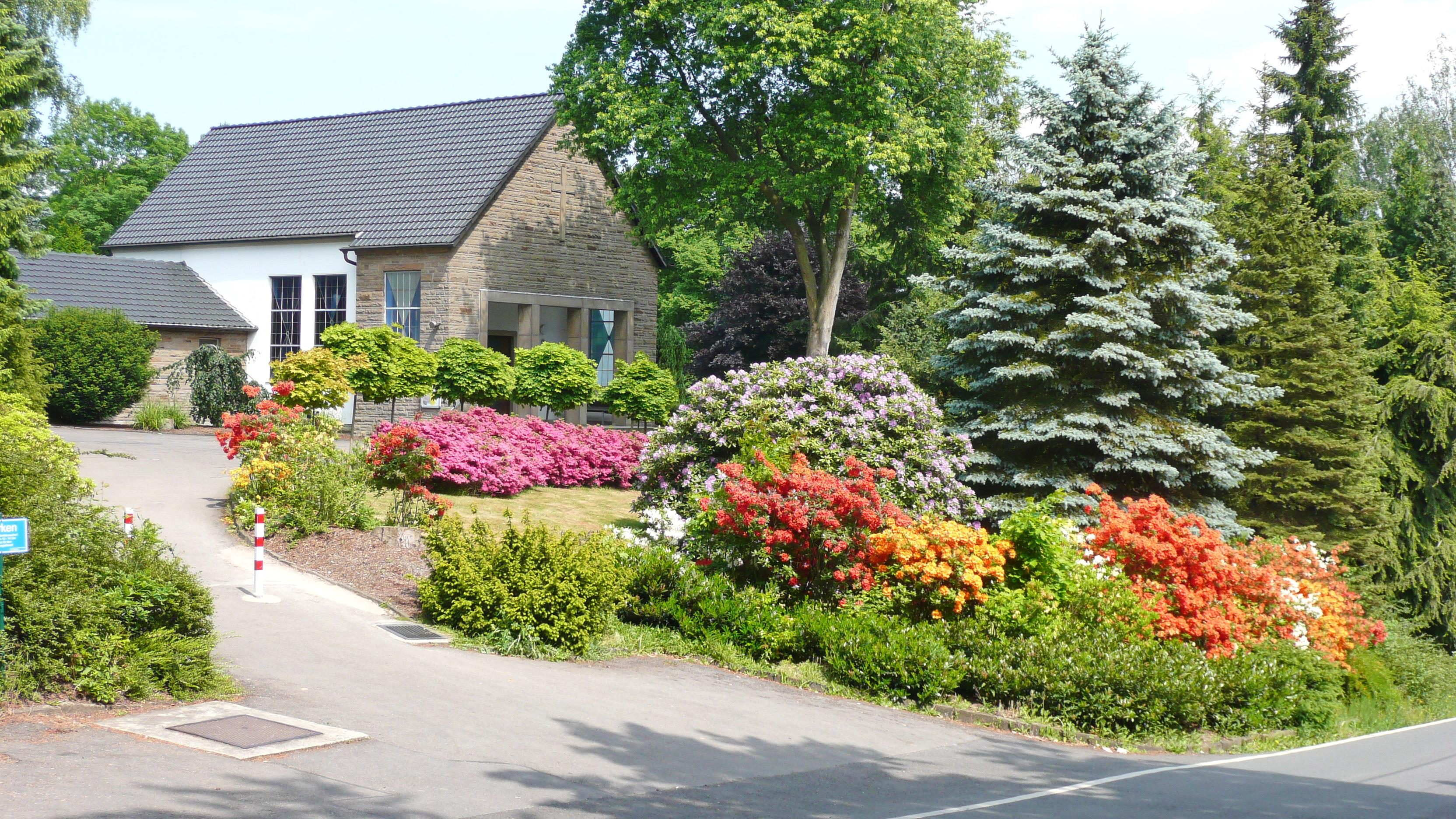
Kapelle auf dem Friedhof Wengern

Als evangelisch-lutherische Gemeinde besteht die Kirchengemeinde Wengern seit 1543. Damals wechselte sie unter Pfarrer Hildebrand Schluck – als eine der ersten Gemeinden in der Grafschaft Mark – von der römisch-katholischen Kirche zur Reformation.
Sie deckt heute den Bereich der Wetteraner Ortsteile Wengern und Esborn ab. Ihr gehören etwa 3800 Personen an, die durch zwei Pfarrstellen versorgt werden (Stand 2012).
Neben der Dorfkirche besitzt die Gemeinde zur Versammlung auch ein Gemeindehaus und einige Ländereien. Sie ist Trägerin des evangelischen Friedhofs Wengern, der sich knapp 300 m westlich der Kirche im Wald hinter der Trasse der Elbschetalbahn befindet.
Darüber hinaus betreibt der Kindergartenverbund des Kirchenkreises im Bereich der Gemeinde zwei konfessionelle Kindergärten (ev. KiGa Wengern Unterm Regenbogen und ev. KiGa Esborn Die kleinen Strolche).